# Tourist Wanderatlas
TOURIST Wanderatlas war eine seit 1978 in der DDR erschienene Publikationsreihe des VEB Tourist Verlag Berlin/Leipzig. Nach der Umwandlung des VEB-Betriebes in die Tourist Verlag GmbH erfolgte bis 1991 die Neuauflage älterer Hefte und die Veröffentlichung drei neuer Hefte.
Es handelte sich um zwischen 64- und 66-seitige Broschüren, die zunächst mit Schwarz-Weiß-Abbildungen, später durchgängig mit Farbfoto erschienen. Ferner beinhalteten die Broschüren neben einer Übersichtskarte mehrere Wanderkarten der vorgestellten Region. Vorgestellt wurden zahlreiche Wandergebiete der DDR. Pro Auflage wurden zwischen 40.000 und 70.000 Exemplare gedruckt. Der Heftpreis betrug bei den ersten Heften 1978/80 4,20 M oder 4,60 M, dann 1981/89 4,70 M, zuletzt 12,80 DM.
Folgende Hefte sind in der DDR erschienen:
- Autorenkollektiv: Fischland-Darß, 1. Aufl. 1978, 2. Aufl. 1986, 3. Aufl. 1988
- Autorenkollektiv: Der Spreewald, 1. Aufl. 1978, 2. Aufl. 1983, 3. bearb. Aufl. 1987
- Ehrhardt Kundisch (mit Dieter Weber): Rathen Stadt Wehlen Bastei, 1. Aufl. 1978
- Autorenkollektiv: Sächsische Schweiz, 1. Aufl. 1978, 2. Aufl. 1980, 3. Aufl. 1981, 4. Aufl. 1978, 5. Aufl. 1987, 6. Aufl. 1987, 7. Aufl. 1988
- Harry Gerlach: Bad Liebenstein Bad Salzungen, 1. Aufl. 1978, 2. Aufl. 1978, 3. bearb. Aufl. 1988
- Horst Urzynicok: Oberhof, 1. Aufl. 1978, 2. Aufl. 1980, 3. Aufl. 1983, 4. Aufl. 1986, 5. Aufl. 1989
- Herbert Kürth/Hans Bleckert: Friedrichroda Tabarz Finsterbergen, 1. Aufl. 1978, 2. Aufl. 1983
- Horst Paul: Saaletalsperren, 1. Aufl. 1978, 2. Aufl. 1982/83, 3. Aufl. 1986
- Hans Richter: Kurort Oberwiesenthal Fichtelberggebiet Neudorf – Bärenstein mit Skiwanderungen, 1. Aufl. 1978
- Hans Richter/Michael Fuchs: Kurort Oberwiesenthal Fichtelberggebiet Neudorf – Bärenstein mit Skiwanderungen, 2. bearb. Aufl. 1985, 3. Aufl. 1988
- Johannes Ehrhardt/Günther Buresch: Nordhausen – Stolberg Ilfeld – Neustadt, 1. Aufl. 1978, 2. Aufl. 1981
- Nordhausen – Stolberg Ilfeld – Neustadt, 4. bearb. Aufl. 1990
- Hans Kugler, (mit Beiträgen von Paul Grimm und Horst Wegewitz): Kyffhäuser Bad Frankenhausen, 1. Aufl. 1979, 2. Aufl. 1982/93, 3. Aufl. 1985
- Ulrich Voigtländer und Mitarbeiterkollektiv: Müritzgebiet Waren – Klink – Röbel – Malchow – Plau, 1. Aufl. 1979, 2. Aufl. 1983, 3. Aufl. 1984, 4. Aufl. 1989
- Siegfried Marohn: Der Rennsteig, 1. Aufl. 1979, 3. Aufl. 1981
- Rüdiger Spengler: Schwarzatal, 1. bis 3. Aufl. 1979, 4. Aufl. 1985, 5. Aufl. 1988
- Herbert Ewe/Hans Oehler: Rügen, 1. Aufl. 1979, 2. Aufl. 1979, 3. Aufl. 1982, 4. Aufl. 1985, 5. Aufl. 1987, 6. Aufl. 1986, 7. Aufl. 1989
- Werner Kleinfeldt: Kühlungsborn Warnemünde mit Rerik und Bad Doberan, 1. Aufl. 1979, 2. Aufl. 1979
- Hermann Heinz Wille: Insel Usedom, 1. Aufl. 1980, 2. Aufl. 1983, 3. Aufl. 1984, 4. Aufl. 1986, 5. Aufl. 1988
- Manfred Oelsner: Das Bodetal. Thale – Treseburg – Altenbrak – Wendefurth – Rübeland – Königshütte – Tanne – Benneckenstein – Hasselfelde – Trautenstein, 1. Aufl. 1980, 2. Aufl. 1987, 4. Aufl. 1988, 5. Aufl. 1991
- Werner Schulze und Mitarbeiterkollektiv: Scharmützelsee Bad Saarow-Pieskow mit Wendisch Rietz, 1. Aufl. 1980, 2. Aufl. 1988
- Heinrich Wagner: Bad Elster Bad Brambach. Mühlhausen – Sohl – Raun – Schönberg, 1. Aufl. 1980, 2. Aufl. 1984
- Winfried Löschburg/Lisa Riedel: Rheinsberg Neuruppin Lindow – Zechlin – Alt Ruppin, 1. Aufl. 1981
- Hans Becher: Schwarzenberg Johanngeorgenstadt. Auersberg – Rittersgrün, 1. Aufl. 1981, 2. Aufl. 1984
- Hans Becher/Christian Teller: Schwarzenberg Johanngeorgenstadt. Auersberg – Rittersgrün, 3. überarb. Aufl. 1987
- Rolf Weber: Talsperren Pöhl und Pirk Syrau – Plauen – Oelsnitz, 1. Aufl. 1983, 2. Aufl. 1985, 3. Aufl. 1988
- Siegfried Schlegel: Zittauer Gebirge, 1. Aufl. 1984, 2. Aufl. 1986
- Wolfram Scheibe/Volker Wahl/Horst Heynert: Rennsteigwanderung, 1. Aufl. 1985, 2. Aufl. 1986, 3. Aufl. 1988, 4. Aufl. 1989
- Reiner Ehrhardt/Renate Gauß/Horst Golchert: Masserberg – Oberes Waldgebiet, 1. Aufl. 1987, 2. Aufl. 1989
- Dieter Mucke/Wolfgang Hase: Rübeland und seine Tropfsteinhöhlen Rübeland, Elbingerode, Königshütte, 1. Aufl. 1990
- Dübener Heide, 1. Aufl. 1984
- Thüringische Rhön